# Ole Kjær
Ole Kjær (Kolding, 16 agosto 1954) è un ex calciatore danese, di ruolo portiere.

## Carriera

### Club
Durante la sua carriera giocò nell'Esbjerg e nel Næstved.
Firmò con l'Esbjerg nel 1974. Nel 1978 fu nominato calciatore danese dell'anno e nel 1979 contribuì alla vittoria del campionato. Rimase a Esbjerg fino al 1985 prima di passare al Næstved. Si ritirò nel 1989.

### Nazionale
Esordì con la Nazionale danese il 2 febbraio 1977 a Kaolack contro il Senegal.
Fu convocato da Sepp Piontek per l'Europeo del 1984 che si tennero in Francia.
La Danimarca arrivò in semifinale ma venne eliminata ai rigori dalla Spagna.

## Palmarès

### Club

#### Competizioni nazionali
- Campionato danese: 1

Esbjerg: 1979
- Coppa di Danimarca: 1

Esbjerg: 1975-1976

### Individuale
- Calciatore danese dell'anno: 1

1978